# TG3

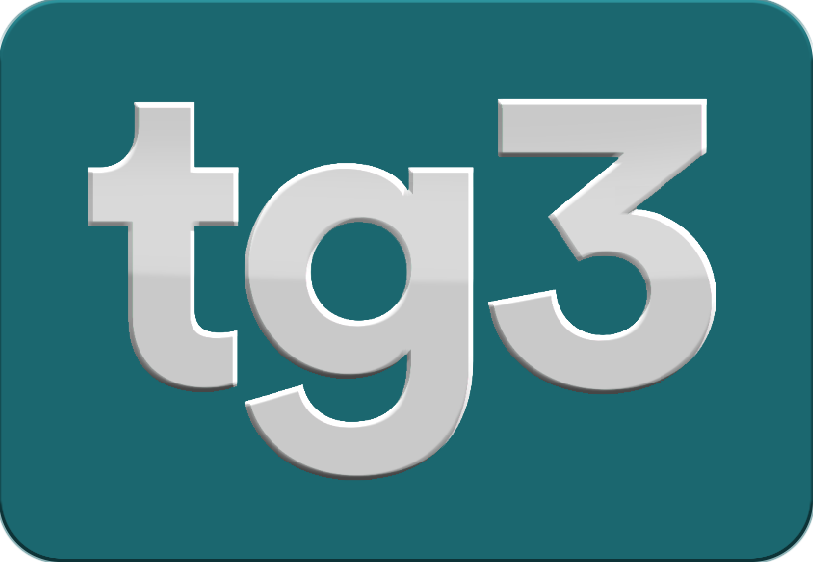
Logo zpravodajské relace TG3 v roce 2021

TG3 (celým názvem Telegiornale Tre) je zpravodajská relace vysílaná na programu Rai 3 od roku 1979. Celosvětově se vysílá na Rai Italia.

## Historie
TG3 se začal vysílat v roce 1979, společně s TGR, které bylo až do reformy v roce 1987 s TG3 úzce spjato. Vysílala se dvě vydání, v 19.00 a 22.00 hod. Obsahovalo 10 minut národních zpráv a 20 minut zpráv zahraničních.

### Reforma v roce 1987
Reforma znamenala velikou změnu pro agendu TG3 i pro diváky. Zahrnovala mimo jiné osamostatnění TGR od hlavního vydání v 19.00, od té doby vydání trvá půl hodiny a založení rubriky o počasí Meteo 3.

### 90. léta
V devadesátých letech TG3 zaznamenal velký nárůst sledovanosti. Po válce v Perském zálivu se také přidaly tři nová vydání, ve 14.20, 22.30(současně vysíláno z Říma a New Yorku) a v noci. V roce 1999 se změnil název na Telegiornale 3(T3) a pod tuto hlavičku se opět sjednotil s regiony. Název se vrátil zpět na TG3 v roce 2000 a regiony se osamostatnily v roce 2003.

## Politická orientace
V roce 1987 sem společně s novým šéfredaktorem Sandrem Curzim nepřišla nejen rozsáhlá reforma, ale i politická orientace TG3 a to konkrétně ke Partito Comunista Italiano. Se změnou šéfredaktora částečně zmizely sympatie ke komunistům, ale levicové zaměření zůstalo. Tvořila tedy určitou opozici ke křesťanskodemokratickým TG1 a GR2 a ke sociálnědemokratickým TG2 a GR1.

## Vysílací časy
Pondělí - Pátek
- 11.25 (3 min.), v letních měsících od 11.10 (5 min.) - TG3 Minuti
- 12.00 (25 min.) - TG3 Mezzogiorno
- 14.20 (25 min.) - TG3 Giorno
- 14.55 (5 min.) - TG3 L.I.S.(ve znakovém jazyce)
- 19.00 (30 min.) - TG3 Sera
- 0.00 (60 min.) - TG3 Linea Notte
  - Přerušeno mezi 0.10 - 0.13 přehledem zpráv TGR

Sobota
- 12.00 (25 min.) - TG3 Notizie
- 14.20 (25 min.) - TG3 Giorno
- 16.55 (5 min.) - TG3 L.I.S.
- 19.00 (30 min.) - TG3 Sera
- mezi 23.00-23.30 (15 min.) - TG3 Mezzasera
- mezi 0.00-0.30 (10 min.) - TG3 Linea Notte
  - Délka a čas vysílání se zkracuje podle potřeby

Neděle
- 12.00 (25 min.) - TG3 Mezzogiorno
- 14.15 (15 min.) - TG3 Giorno
- 15.00 (5 min.) - TG3 L.I.S.
- 19.00 (30 min.) - TG3 Sera
- mezi 23.00-23.30 (10 min.) - TG3 Mezzasera
- mezi 0.00-0.30 (10 min.) - TG3 Linea Notte
  - Délka a čas vysílání se zkracuje podle potřeby